# Главные ворота Варшавского университета
Главные ворота Варшавского университета — исторические ворота, расположенные на улице Краковское предместье (Krakowskie Przedmieście), 26/28, которые являются главным входом в центральный кампус Варшавского университета. По этому адресу также закреплено большинство зданий на территории кампуса.

## История
Первоначально на том же месте стояли ворота, спроектированные Яном Зигмунтом Дейбелем и Иоахимом Даниэлем Яухом, которые Август II Сильный приказал построить около 1732 года.
Ворота были увенчаны характерным большим оловянным шаром; Бернардо Беллотто и Зигмунт Фогель запечатлели это на своих картинах . Эти ворота просуществовали до 12 июня 1819 года. В 1823 году были построены более скромные ворота, но не на линии улиц, а вглубь территории университета.
Современные ворота в стиле необарокко были спроектированы около 1900 года Стефаном Шиллером. Они были введены в эксплуатацию в 1911 году, одновременно с этим университету была передана улица, ведущая к университетскому городку под названием «Uniwersytet».
До 1916 года ворота венчала буква «А», которая была тогда символом университета, отсылая к имени его основателя — царя Александра I. 

Во времена Польской Народной Республики на воротах помещался орёл без короны, который был государственным гербом того времени.
Сегодня, как и в 1916—1944 годах, на воротах изображен коронованный орел в окружении пяти звезд, который является официальной эмблемой Варшавского университета.
В нишах ворот есть фигуры Урании, символизирующие знание, и Афины, символизирующих мир. Они были разработаны Зигмунтом Лангманом по образцу древних оригиналов, хранящиеся в музеях Ватикана. Фигуры были серьезно повреждены во время Варшавского восстания (1944) и удалены сразу после войны. На свое место они вернулись лишь после реконструкции в 1982 году.
В 1984 году ворота были внесены в реестр памятников страны как часть комплекса Варшавского университета.

## Галерея

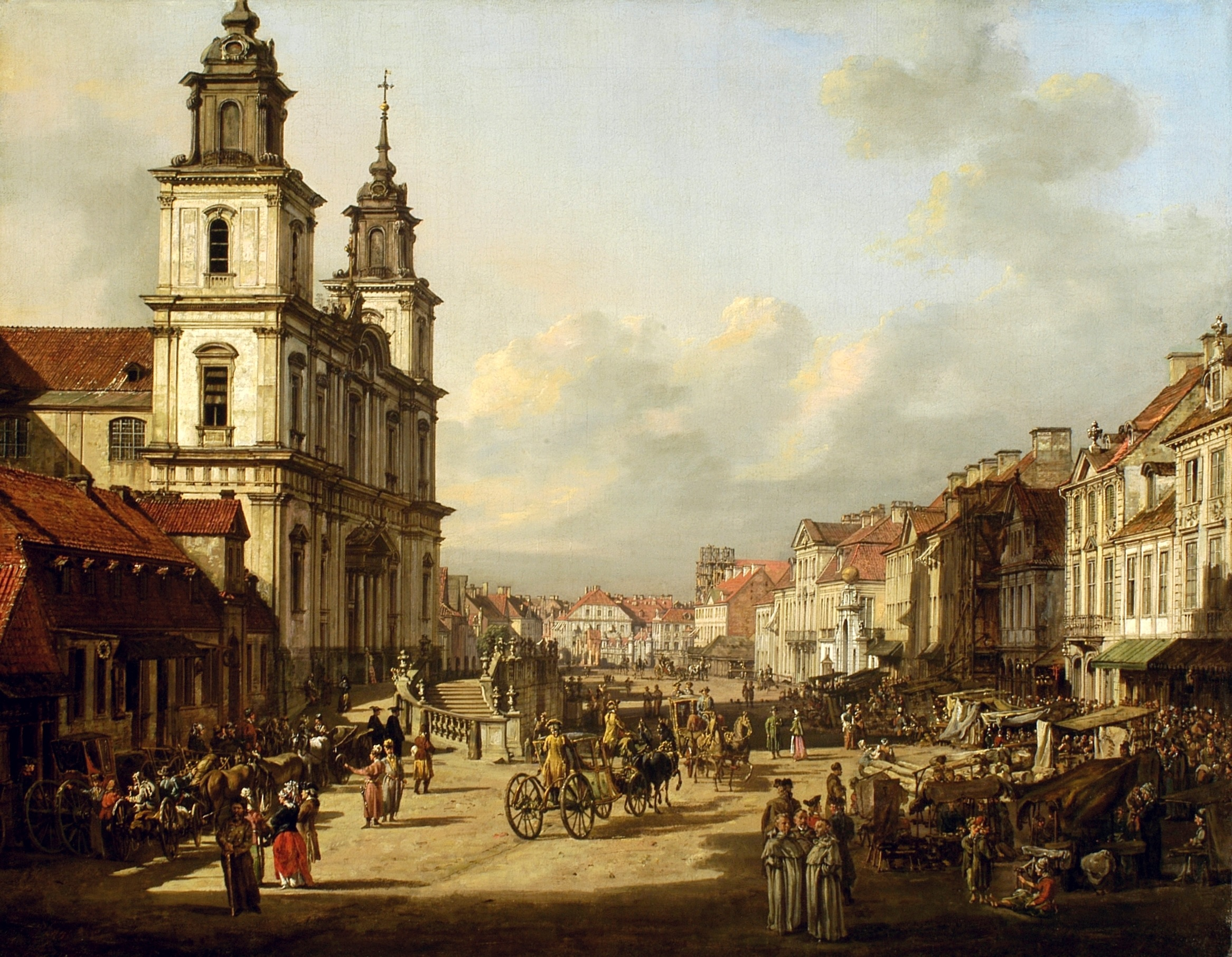
Картина Каналетто на фоне старых ворот
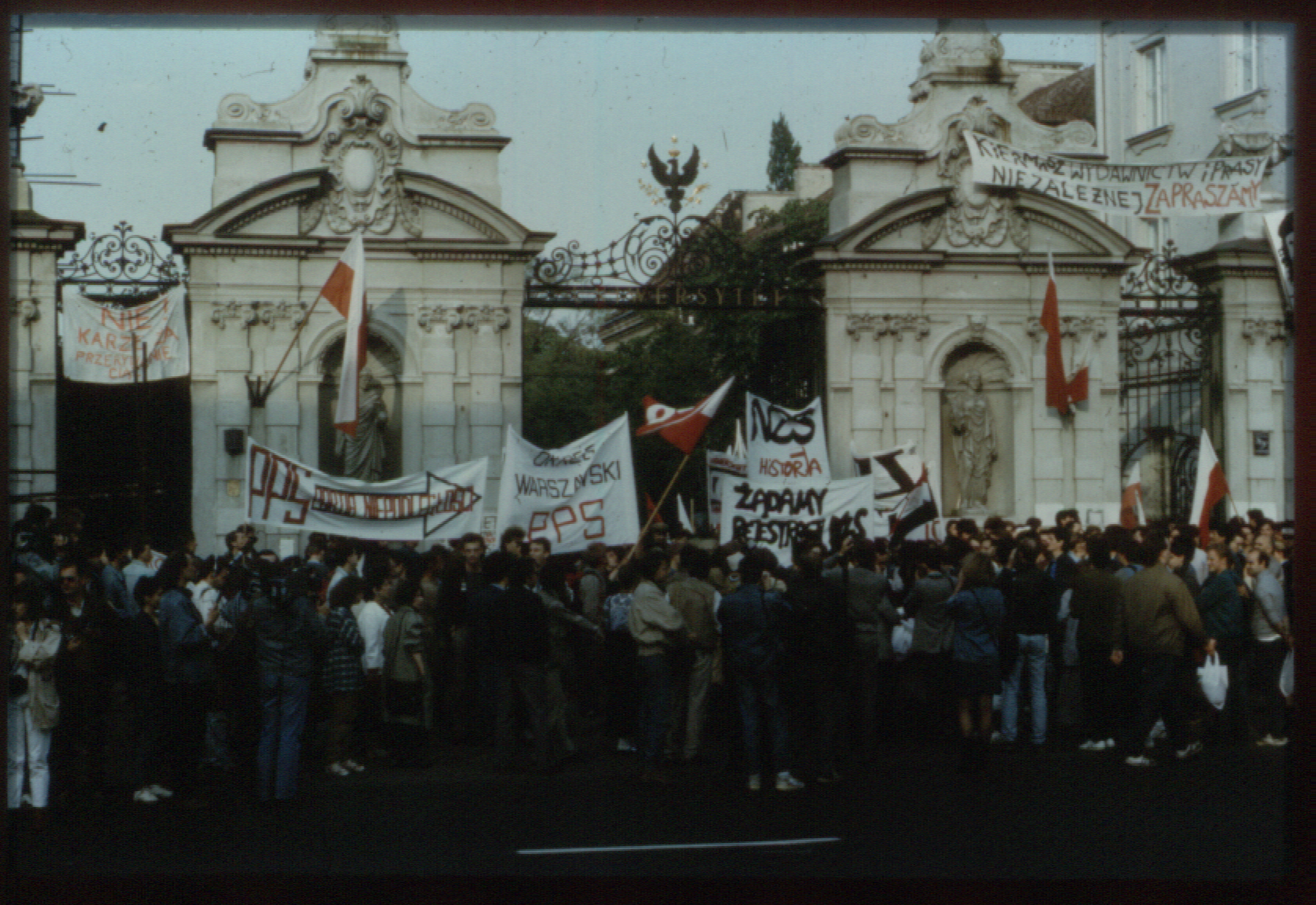
Ворота во время студенческой забастовки в мае 1988 г.
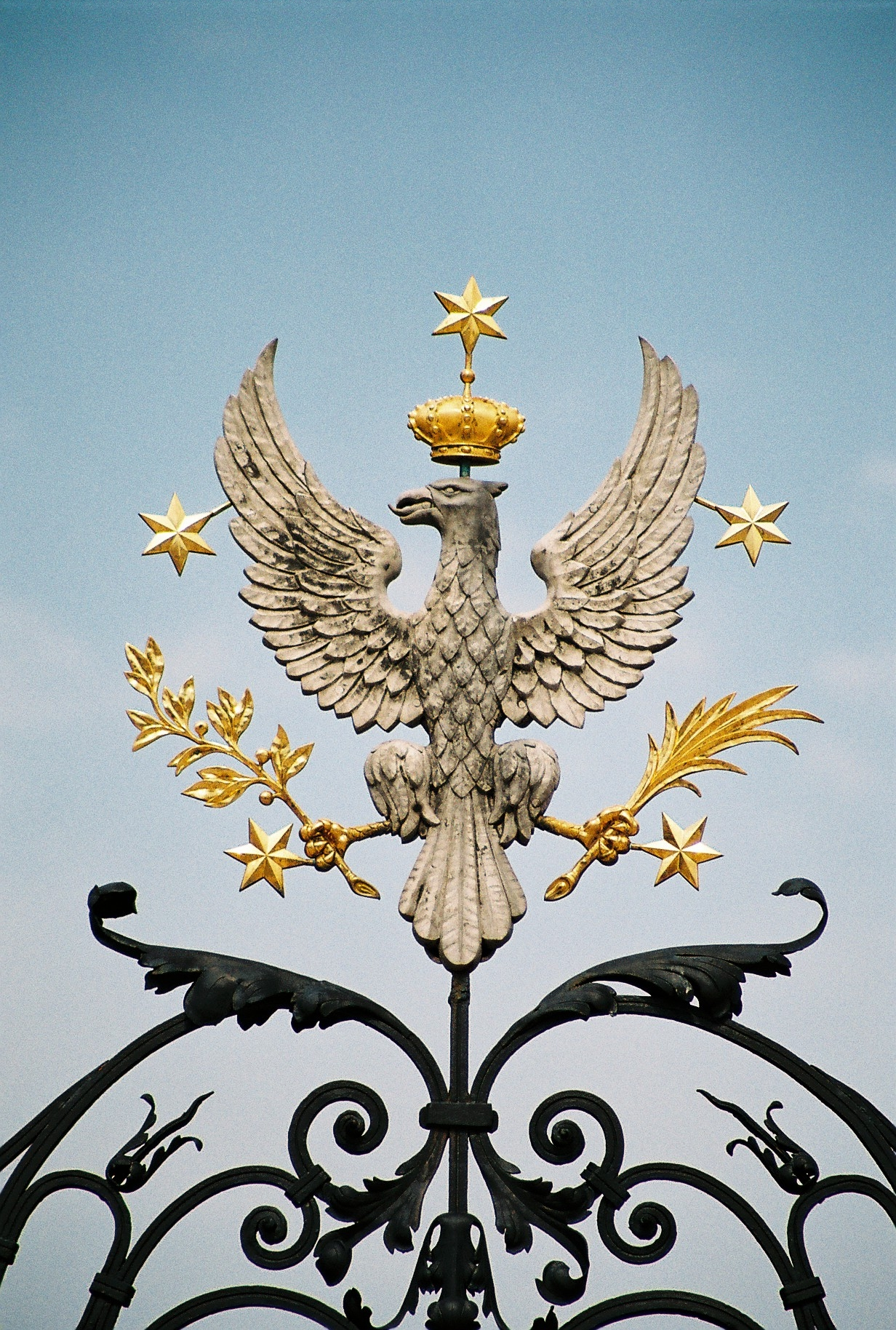
Вершина ворот
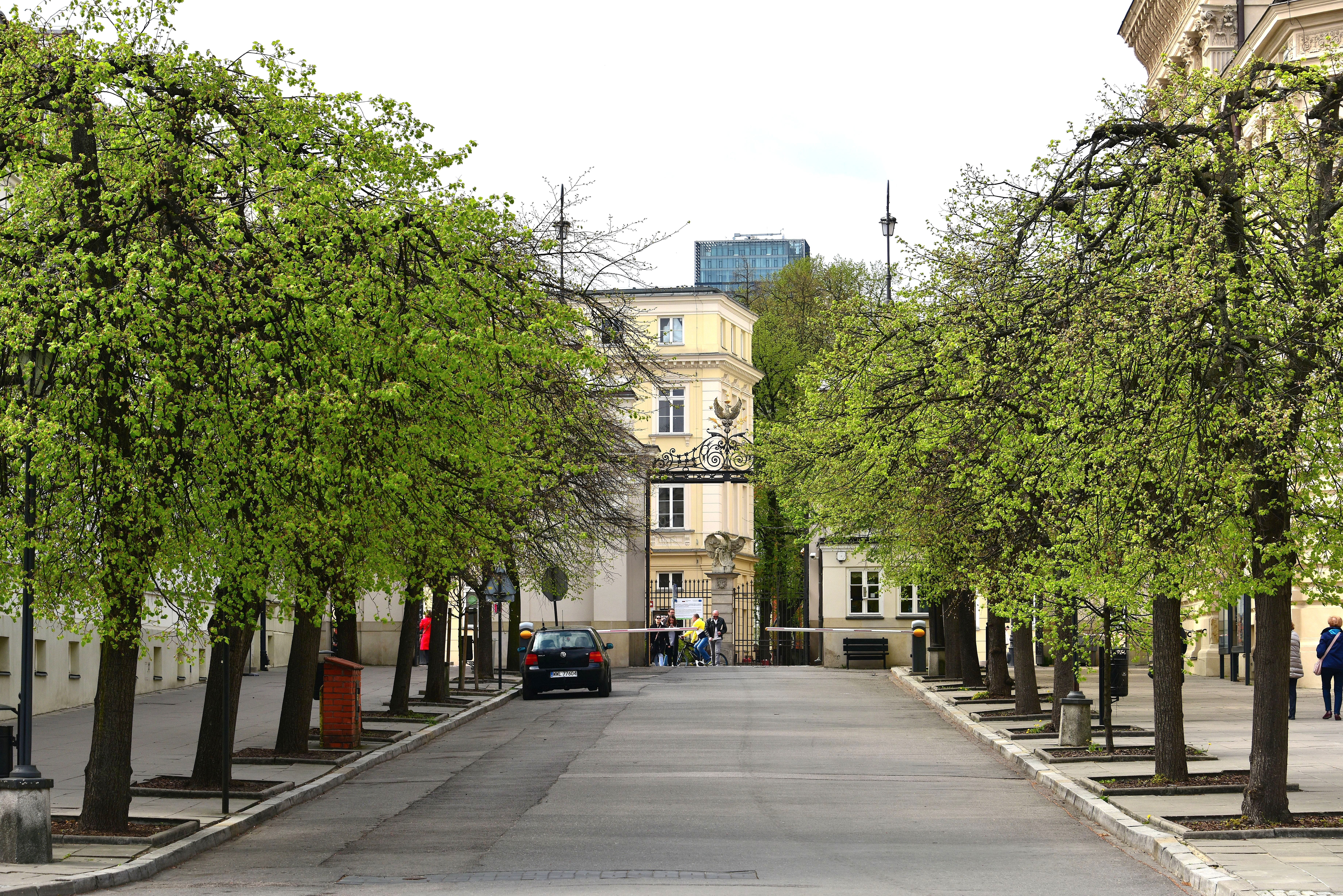
Ворота со стороны кампуса